# 尼克里区
尼克里区（荷蘭語：Nickerie），是苏里南的一个区，位于苏里南西北部。西邻圭亚那，北邻大西洋，东邻科罗尼区，南邻锡帕利维尼区。总面积5,353 km²，总人口41,080。区治位于该国第二大城市新尼克里。

## 行政区划
尼克里区分为5个次分区。